# Commellus planus
Commellus planus är en insektsart som beskrevs av Thomas 1933. Commellus planus ingår i släktet Commellus och familjen dvärgstritar. Inga underarter finns listade i Catalogue of Life.